# John Morgan (Segler)
John Adams Morgan (* 17. September 1930 in Oyster Bay, New York; † 23. Januar 2025) war ein US-amerikanischer Segler.

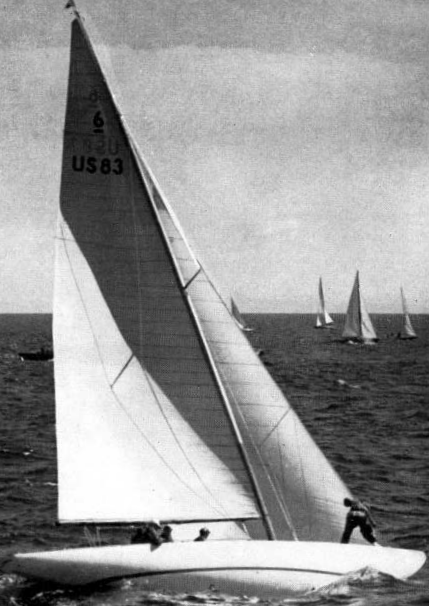
6mR Yacht Llanoria, US 83, Goldmedaille 1952

## Erfolge
John Morgan nahm in der 6-Meter-Klasse an den Olympischen Spielen 1952 in Helsinki teil und wurde in dieser Olympiasieger. Er war dabei Crewmitglied der Llanoria unter Skipper Herman Whiton. Der Llanoria gelangen in sieben Wettfahrten unter anderem drei Siege, sodass sie die Regatta mit 4870 Gesamtpunkten vor der von Finn Ferner angeführten Elisabeth X aus Norwegen und der Ralia aus Finnland mit Skipper Ernst Westerlund auf dem ersten Platz beendete. Morgan wurde in einer Wettfahrt von Emelyn Whiton ersetzt, während die übrigen Crewmitglieder Everard Endt, Eric Ridder und Julian Roosevelt alle Wettfahrten bestritten.
Morgan ist der Sohn von Henry Sturgis Morgan sowie der Urenkel von J. P. Morgan. Nach seinem Studium an der Yale University begann er eine Karriere als Investmentbanker.